# Incodynerus melanotrichus
Incodynerus melanotrichus är en stekelart som beskrevs av Willink 1969. Incodynerus melanotrichus ingår i släktet Incodynerus och familjen Eumenidae. Inga underarter finns listade i Catalogue of Life.